# Владимирское Товарищество
Владимирское Товарищество — деревня в Тёпло-Огарёвском районе Тульской области в составе сельского поселения Нарышкинское.

## География
Деревня находится в южной части Тульской области на расстоянии приблизительно 2 км на восток по прямой от посёлка Тёплое, административного центра района.

## История
В 1926 году здесь (территория Крапивенского уезда Тульской губернии) было учтено 18 дворов, в 1939 году — 19.

## Население
Постоянное население составляло 148 человек (1926 год), 0 в 2002 году, 3 в 2010.